# Cryptoscatomaseter gambrinus
Cryptoscatomaseter gambrinus är en skalbaggsart som beskrevs av Paul E.Skelley och Gordon 2001. Cryptoscatomaseter gambrinus ingår i släktet Cryptoscatomaseter och familjen Aphodiidae. Inga underarter finns listade i Catalogue of Life.